# جوليان ستيوارد
كان جوليان هاينز ستيوارد (بالإنجليزية: Julian Steward)‏ (31 يناير 1902 - 6 فبراير 1972) عالم أنثروبولوجيا أمريكي اشتهر بدوره في تطوير «مفهوم وطريقة» علم البيئة الثقافية والنظرية العلمية لتغيير الثقافة.

## التعليم والحياة المبكرة
وُلد ستيوارد في العاصمة واشنطن حيث عاش في شارع مونرو شمال غرب الولايات المتحدة، ولاحقًا في شارع ماكومب في كليفلاند بارك.
عاش ستيوارد طفولة غير سعيدة في واشنطن، وفي سن 16 غادرها للالتحاق بمدرسة داخلية في ديب سبرينغز فالي في كاليفورنيا في الحوض العظيم. كان لتجربة ستيوارد في مدرسة ديب سبرينغز الإعدادية المُنشأة حديثًا (والتي أصبحت فيما بعد كلية ديب سبرينغز) في أعالي جبال وايت تأثير كبير على اهتماماته الأكاديمية والمهنية. أصبح «ارتباط ستيوارد المباشر» مع الأرض (وتحديدًا العيش من خلال الريّ وتربية الماشية) وقبيلة بايوت الشمالية التي عاشت هناك «الحافز» لنظريته ومنهج علم البيئة الثقافية (كيرنز 1999؛ ميرفي 1977).
كطالب جامعي، درس ستيوارد لمدة عام في جامعة بيركلي على يد ألفريد كروبر وروبرت لوي، وبعد ذلك انتقل إلى جامعة كورنيل وتخرج منها في عام 1925 بدرجة بكالوريوس في علم الحيوان. رغم أن جامعة كورنيل، مثل معظم الجامعات في ذلك الوقت، لم تحوي قسمًا للأنثروبولوجيا (علم الإنسان)، إلا أن رئيسه ليفينغستون فاراند كان قد شغل من قبل منصب أستاذ في الأنثروبولوجيا بجامعة كولومبيا. نصح فاراند ستيوارد بالاستمرار بمتابعة اهتمامه (أو على حد تعبير ستيوارد «عمله الحياتي» المُختار مسبقًا) في الأنثروبولوجيا في بيركلي (كيرنز 2003: 71-72). درس ستيوارد على يد كرويبر ولوي -ودرّسه أوسكار شميدر الجغرافيا الإقليمية- في جامعة بيركلي، وفي عام 1929 قُبلت أطروحته المهرّج الاحتفالي للهنود الأميركيين، وهي دراسة عن تقليد المهرجين ضمن طقوس وتبادل الأدوار.

## الحياة المهنية
أكمل ستيوارد ليؤسس قسم الأنثروبولوجيا في جامعة ميشيغان، حيث درس حتى عام 1930، إذ حل محله ليزلي وايت الذي عارضه بنموذجه التطور الثقافي «العالمي»، رغم استمرارها لتصبح مشهورة وحظيت بسمعة القسم. في عام 1930 انتقل ستيوارد إلى جامعة يوتا، التي التمس قربها من سييرا نيفادا وفرص العمل الميداني الأثري القريبة في ولاية كاليفورنيا ونيفادا وإيداهو وأوريجون.
تركزت اهتمامات ستيوارد البحثية على «البقاء» -التفاعل الديناميكي بين الإنسان والبيئة والتكنولوجيا والبنية الاجتماعية وتنظيم العمل- وهو نهج يعتبره كروبير «غريب» وأصلي وابتكاري. (إيثنوأدمن 2003) في عام 1931، بدأ ستيوارد بسبب حاجته للمال بالعمل الميداني في حوض شوشون العظيم بتوجيهات دراسة توزيع العناصر الثقافية (CED) لكروبير؛ في عام 1935 حصل على موعد في مكتب سميثسونيان للإثنوغرافيا الأمريكية (BAE)، الذي نشر بعض أعماله الأكثر قوةً. من بينها: المجموعات الاجتماعية والسياسية للسكان الأصليين في حوض-هضبة (1938)، والتي «أوضحت تمامًا» نموذج البيئة الثقافية، وشهدت ابتعادًا عن التوجه المنتشر للأنثروبولوجيا الأمريكية.
لمدة 11 عامًا، أصبح ستيوارد مسؤولًا عن نفوذ مهم وحرر كتيب الهنود في أمريكا الجنوبية. شغل أيضًا منصبًا في معهد سميثسونيان، حيث أسس معهد الأنثروبولوجيا الاجتماعية في عام 1943. عمل أيضًا في لجنة لإعادة تنظيم الرابطة الأمريكية للأنثروبولوجيا ولعب دورًا في إنشاء المؤسسة الوطنية للعلوم. كان ناشطًا أيضًا في المهن الأثرية، إذ نجح في إقناع الكونغرس بإنشاء لجنة لاستعادة البقايا الأثرية (بداية ما يعرف اليوم باسم «علم إنقاذ الآثار») وعمل مع جوردون ويلي لإنشاء مشروع فيرو فالي، وهو برنامج بحثي واعد تمركز في بيرو. 
بحث ستيوارد عن انتظام الثقافات المتصالبة في محاولة لتمييز قوانين الثقافة وتغيير الثقافة. أوضح عمله التباين في تعقيد التنظيم الاجتماعي على أنه يقتصر على مجموعة من الاحتمالات في البيئة. من الناحية التطورية، حدد وجهة النظر هذه في علم البيئة الثقافية بأنها «متعددة الخطوط»، على عكس النماذج النموذجية وحيدة الخط الشائعة في القرن التاسع عشر ونهج ليزلي وايت «العالمي». جاءت أهم المساهمات النظرية التي قدمها ستيوارد خلال سنوات تدريسه في جامعة كولومبيا (1946-1953).
كانت السنوات الأكثر إنتاجية من الناحية النظرية لستيوارد بالفترة بين عامي 1946-1953، أثناء التدريس في جامعة كولومبيا. في هذا الوقت، شهدت كولومبيا تدفقًا من قدامى المحاربين في الحرب العالمية الثانية الذين التحقوا بالمدرسة بفضل برنامج جي آي بيل. سرعان ما طور ستيوارد فريقًا من الطلاب الذين شكلوا تأثيرًا هائلًا في تاريخ الأنثروبولوجيا، بمن فيهم سيدني مينتز وإريك وولف وروي رابابورت وستانلي دايموند وروبرت مانرز ومورتون فريد وروبرت إف. مورفي، وأثّر في طلاب آخرين مثل مارفن هاريس. شارك العديد من هؤلاء الطلاب في مشروع بورتوريكو، وهي دراسة بحثية أخرى لمجموعة واسعة النطاق ركزت على التحديث في بورتوريكو.
ترك ستيوارد كولومبيا ليذهب إلى جامعة إلينوي في أوربانا شامبين، حيث ترأس قسم الأنثروبولوجيا واستمر في التدريس حتى تقاعده في عام 1968. وهناك أجرى دراسة أخرى واسعة النطاق، وهي تحليل مقارن للتحديث في 11 مجتمعًا من العالم الثالث. نُشرت نتائج هذا البحث في ثلاثة مجلدات بعنوان التغيير المعاصر في المجتمعات التقليدية. تُوفي ستيوارد في عام 1972.

## العمل والتأثير
بالإضافة إلى دوره كمدرس ومدير، أكثر ما يُذكر به ستيوارد هو طريقته ونظريته لعلم البيئة الثقافية. خلال العقود الثلاثة الأولى من القرن العشرين، كانت الأنثروبولوجيا الأمريكية تشكك في التعميمات وغير راغبة غالبًا في استخلاص استنتاجات أوسع من الدراسات التفصيلية الدقيقة التي أنتجها علماء الأنثروبولوجيا. ويُميَّز ستيوارد بتحريك الأنثروبولوجيا بعيدًا عن هذا النهج الأكثر تخصصًا وتطويره لاتجاه اجتماعي علمي أكثر تشريعًا للقوانين. اختبرت نظريته في التطور الثقافي «متعدد الخطوط» الطريقة التي تتكيف بها المجتمعات مع بيئتها. كان هذا النهج أكثر دقة من نظرية ليزلي وايت حول «التطور الشامل»، والتي تأثرت بمفكرين مثل لويس هنري مورغان. اهتمام ستيوارد بتطور المجتمع قاده أيضًا إلى دراسة عمليات التحديث. كان أحد أوائل علماء الأنثروبولوجيا الذين درسوا الطريقة التي ترتبط بها مستويات المجتمع الوطنية والمحلية ببعضها البعض. تساءل عن إمكانية إنشاء نظرية اجتماعية تشمل التطور الكامل للإنسانية. ومع ذلك، جادل أيضًا بأن علماء الأنثروبولوجيا لا يقتصرون على وصف ثقافات معينة موجودة. اعتقد ستيوارد أنّه من الممكن إنشاء نظريات تحلل الثقافة النموذجية المشتركة ممثلة لعصور أو مناطق محددة. أشار إلى التكنولوجيا والاقتصاد بمثابة العوامل الحاسمة المحددة لتطور ثقافة معينة مع الإشارة إلى أن هناك عوامل ثانوية، مثل النظم السياسية والأيديولوجيات والأديان. هذه العوامل تدفع تطور مجتمع معين في عدة اتجاهات في نفس الوقت.
انطلاقًا من خلفية علمية، ركّز ستيوارد في البداية على النظم البيئية والبيئات المادية، ولكنه سرعان ما اهتم بكيفية تأثير هذه البيئات على الثقافات (كليمر 1999: التاسع). خلال سنوات تدريس ستيوارد في كولومبيا والتي استمرت حتى عام 1952، كتب بشكل جدلي مساهماته النظرية الأكثر أهمية: «السببية الثقافية والقانون: صياغة تجريبية لتطور الحضارات المبكرة (بي1949) و«أبحاث المنطقة: نظرية وتطبيق» (1950) و«مستويات التكامل الاجتماعي والثقافي» (1951) و«التطور والعملية» (إيه 1953) و«الدراسة الثقافية للمجتمعات المعاصرة: بورتوريكو» (ستيوارد آند مانرز 1953). يكتب كليمر: «في المجمل، تمثل المنشورات التي صدرت بين عامي 1949 و1953 مجموعة كاملة تقريبًا من اهتمامات ستيوارد واسعة النطاق: من التطور الثقافي وما قبل التاريخ وعلم الآثار إلى البحث عن السببية و«القوانين» الثقافية لدراسات المنطقة ودراسة المجتمعات المعاصرة وعلاقة النظم الثقافية المحلية بالأنظمة الوطنية (كليمر 1999: الرابع عشر».
يمكننا أن نرى بوضوح أن تنوع ستيوارد في المجالات الفرعية والعمل الميداني الشامل والواسع والعقلية العميقة تجتمع بهيئة عالم أنثروبولوجيا رائع.
فيما يتعلق بعمل ستيوارد للحوض الكبير، يكتب كليمر: «... يمكن وصف [منهجه] بمثابة وجهة نظر بأنّ الناس تُحدد إلى حد كبير بما يفعلونه من أجل لقمة العيش، ويمكن رؤية ذلك في اهتمامه المتزايد بدراسة تحوّل البستانيين من أسلوب القطع والحرق الزرعي إلى بروليتاريين وطنيين في أمريكا الجنوبية» (كليمر 1999: الرابع عشر). يذكر كليمر عملين يتعارضان مع أسلوبه المميز ويكشفان عن جانب أقل شيوعًا لعمله، وهما «مجموعات السكان الأصليين والتاريخيين لهنود يوت في يوتا: تحليل ومكونات محلية لنهر هنود يوت الأبيض» (بي1963) و«هنود بايوت الشماليين» (ستيوارد وويلر-فوغلين 1954؛ كليمر 1999؛ الرابع عشر).

## وصلات خارجية
- جوليان ستيوارد على موقع الموسوعة البريطانية (الإنجليزية)